# Nebulossa
Nebulossa – hiszpański duet muzyczny tworzący muzykę z gatunku electropop, założony w 2018 roku. W skład zespołu wchodzą Mery Bas i Mark Dasousa. Reprezentanci Hiszpanii w 68. Konkursie Piosenki Eurowizji (2024).

## Historia
Bas i Dasousa są małżeństwem od ponad 20 lat. Mają dwójkę dzieci. 
W 2023 zgłosili się do udziału w przesłuchaniach do Una voce per San Marino, preselekcji San Marino do 67. Konkursu Piosenki Eurowizji, ale nie zakwalifikowali się do etapu półfinałów.
W 2024 zespół wziął udział w Benidorm Fest 2024, hiszpańskich preselekcjach do 68. Konkursie Piosenki Eurowizji z piosenką „Zorra”. 30 stycznia zajęli pierwsze miejsce w pierwszym półfinale, kwalifikując się tym samym do finału. 3 lutego wygrali finał preselekcji uzyskując tym samym prawo do reprezentowania Hiszpanii w konkursie. 11 maja wystąpili z ósmej pozycji startowej i zajęli 22. miejsce zdobywszy łącznie 30 punktów, w tym 19 pkt od jury (19. miejsce) oraz 11 pkt od widzów (22. miejsce).

## Dyskografia

### Albumy
| Rok  | Dane dot. albumu                                                                                          |
| ---- | --- |
| 2021 | Poliédrica de mí - Wydany: 26 maja 2021 - Wytwórnia: Atomic Records - Format: digital download, streaming |

### Single
| Rok                                                      | Tytuł                        | Najwyższa pozycja na liście | Album            |
| Rok                                                      | Tytuł                        | ESP                         | Album            |
| -------------------------------------------------------- | ---------------------------- | --------------------------- | ---------------- |
| 2020                                                     | „La colmena”                 | –                           | Poliédrica de mí |
| 2020                                                     | „Océano de palabras”         | –                           | Poliédrica de mí |
| 2020                                                     | „Armada roja”                | –                           | Poliédrica de mí |
| 2020                                                     | „Alud de inconformismo”      | –                           | Poliédrica de mí |
| 2020                                                     | „Anoche”                     | –                           | Poliédrica de mí |
| 2021                                                     | „Glam”                       | –                           | Poliédrica de mí |
| 2022                                                     | „1N84” (z Rocío Saiz)        | –                           | –                |
| 2023                                                     | „Me pones a mil”             | –                           | –                |
| 2023                                                     | „Cuando te veo”              | –                           | –                |
| 2023                                                     | „Me ha dado porno”           | –                           | –                |
| 2023                                                     | „Zorra”                      | 5                           | –                |
| 2024                                                     | „Cotilleo”                   | –                           | –                |
| 2024                                                     | „Por ti por mi”              | –                           | –                |
| 2024                                                     | „Bailar hasta morir”         | –                           | –                |
| 2025                                                     | „Venenosa” (z Mónicą Naranjo | –                           | –                |
| „–” oznacza, że singel nie był notowany na danej liście. |                              |                             |                  |